# Abacetus illuminans
Abacetus illuminans es una especie de escarabajo terrestre de la subfamilia Pterostichinae.  Fue descrito por Henry Walter Bates en 1892. 